# NGC 6904
NGC 6904 – grupa gwiazd znajdująca się w gwiazdozbiorze Liska, prawdopodobnie gromada otwarta. Odkrył ją John Herschel 18 sierpnia 1828 roku. Znajduje się w odległości ok. 4,4 tys. lat świetlnych od Słońca oraz 26,3 tys. lat świetlnych od centrum Galaktyki.